# Hoodstar
Hoodstar es el tercer álbum de estudio del rapero Chingy, el cual salió a la venta el 19 de septiembre del 2006, alcanzó la octava posición en la lista de las Estados Unidos, llegando a vender más de medio millón de copias en los Estados Unidos. Finalmente fue certificado como disco de oro. Los principales singles fueron "Dem Jeans" producido y en colaboración con JD, y "Pullin' Me Back", en colaboración con Tyrese Gibson. Otro sencillo fue "Let's Ride" con Fatman Scoop, pero solo fue lanzado en UK. Tras la salida a la venta del álbum Chingy regreso a Disturbing Tha Peace.

## Lista de canciones
| #  | Título                                   | Productor         | Colaborador        | Duración |
| -- | ---------------------------------------- | ----------------- | ------------------ | -------- |
| 1  | "Intro (Ridin' Wit Me)"                  | Vudu              | —                  | 1:16     |
| 2  | "Hands Up"                               | Poli Paul         | —                  | 4:38     |
| 3  | "Club Gettin' Crowded"                   | DJ Paul & Juicy J | Three 6 Mafia      | 4:35     |
| 4  | "Nike Aurr's & Crispy Tee's"             | Poli Paul         | —                  | 3:46     |
| 5  | "Bounce That"                            | The Trak Starz    | —                  | 3:53     |
| 6  | "Cadillac Doors"                         | Poli Paul         | Midwest City       | 3:40     |
| 7  | "Dem Jeans"                              | JD                | Jermaine Dupri     | 3:49     |
| 8  | "Pullin' Me Back"                        | JD                | Tyrese             | 3:54     |
| 9  | "U a Freak (Nasty Girl)"                 | Mr. Collipark     | Kanary Diamonds    | 4:07     |
| 10 | "Brand New Kicks"                        | Mannie Fresh      | Mannie Fresh       | 4:31     |
| 11 | "A$$ N Da Aurr"                          | Sanchez           | Young Spiffy       | 4:05     |
| 12 | "Let Me Luv U"                           | Timbaland         | Keri Hilson        | 4:55     |
| 13 | "Lets Ride"                              | Kwame             | Fatman Scoop       | 3:48     |
| 14 | "How We Roll" (Japan bonus tracks)       | The Trak Starz    | Chopper Young City | 3:58     |
| 15 | "All We Do Is This" (Japan bonus tracks) | The Trak Starz    | —                  | 4:08     |

## En las listas
| Nombre                 | Posición |
| ---------------------- | -------- |
| Billboard 200          | # 8      |
| Top R&B/Hip-Hop Albums | # 3      |

## Sencillos

### Pullin' Me Back
| Lista                            | Posición |
| -------------------------------- | -------- |
| Billboard Hot 100                | 9        |
| Hot Rap Tracks                   | 1        |
| UK Singles Track                 | 44       |
| Hot R&B/Hip-hop Singles & Tracks | 1        |

### Dem Jeans
| Lista                                | Posición |
| ------------------------------------ | -------- |
| U.S. Billboard Hot 100               | 59       |
| U.S. Billboard Pop 100               | 19       |
| U.S. Billboard Hot R&B/Hip-Hop Songs | 57       |
| UK Singles Track                     | 85       |